# Френк Ебігнейл
Френк Вільям Ебігнейл-молодший ( англ. Frank William Abagnale, Jr, 27 квітня 1948 , Бронксвілл, Нью-Йорк, США ) — американський експерт в області документарної безпеки, більш відомий своїми зухвалими злочинами, вчиненими в 1960-і роки. Володіючи особливим талантом і схильністю до шахрайства, він у віці 16 років починає підробляти чеки і переводити їх в готівку по всій країні та за її межами. За п'ять років злочинної діяльності його фальшиві чеки на загальну суму 2,5 млн доларів виявилися в обігу 26 країн світу. Ховаючись від кримінального переслідування, Абігнейл проявив дивовижні здібності перевтілення, видаючи себе за пілота авіаліній, професора соціології, лікаря, адвоката і т.п. Спіймати шахрая змогли лише у 1969 році у Франції . 
Після екстрадиції в США він був засуджений до 12 років тюремного ув'язнення, але відсидів лише третину терміну. Федеральне бюро розслідувань залучило його до співпраці з виявлення  підробок, що були в обігу, а також до виявлення їх виробників. Ебігнейл і зараз читає лекції в Академії ФБР, а також дає консультації найбільшим корпораціям і офіційним установам різних держав. Історія його непересічного життя лягла в основу автобіографії «Злови мене, якщо зможеш» ( англ. Catch Me If You Can), за якою режисер Стівен Спілберг зняв однойменний фільм, де роль Френка зіграв Леонардо Ді Капріо. Сам Ебігнейл з'явився у фільмі в ролі другого плану, комісара французької поліції, який заарештовує Френка Ебігнейла. 
Більшу частину своїх махінацій Ебігнейл провів, використовуючи примітивне обладнання — ручку, ножиці, гумку і клей .

## Ранні роки
Батьками Френка були підприємець Френк Ебігнейл-старший і Полетт Ебігнейл, француженка за національністю. У них було четверо дітей, Френк-молодший був третьою дитиною в сім'ї. Багато якостей і навичок він успадкував від свого батька, який жваво цікавився політикою, а також працював з людьми різного соціального статусу. Коли Френку виповнилося 16 років, його батьки розлучилися. За судовим рішенням підлітка залишили на піклування батька. Проте, за словами самого Френка, його батько не дуже жадав цього. Розлучення батьків сильно травмувало неповнолітнього Френка, і він аж до смерті батька (в 1974 році) марно намагався відновити сім'ю. 
Батько став першою жертвою шахрайства Френка. З ростом інтересу до протилежної статі Френк став все більше витрачатися на спілкування з дівчатами, для чого знімав гроші з кредитної картки, яку випросив у батька під приводом необхідності заправки автомобіля, також подарованого батьком. Френк мав своєрідну змову з працівниками заправних станцій: купуючи паливо і запчастини, він просив пробивати по карті більшу суму, а різницю від реальної ціни ділив з заправниками. Підсумковий рахунок по карті склав 3400 доларів, про що Ебігнейл-старший дізнався тільки після особистого спілкування з колектором. Як виявилося, Френк знищував чеки, що  приходили поштою. 
Незабаром Френк почав здійснювати більш серйозні акти шахрайства. Його першим злочином стала підробка чеків за його ж власним рахунком, при цьому сума чека перевищувала суму рахунку. Таку махінацію він виконав безліч разів з різними банками. Найбільш вживаним став прийом підкидання фальшивого депозитного бланка в загальну базу даних. Це означало перетікання грошей з рахунків реальних клієнтів банку в підроблений рахунок Френка. Таким чином він привласнив понад 40 тисяч доларів, перш ніж банки виявили витік коштів. До того моменту, коли його оголосили в розшук, Френк встиг зібрати з рахунків гроші і змінити особистість. 

## Перевтілення

### Пілот авіаліній
Найчастіше Френк Ебігнейл використовував образ льотчика, який передбачав цілий ряд переваг. У період з 16 до 18 років, «працюючи» на одну з найбільших американських авіаліній Pan American, він за рахунок компанії налітав понад 1.000.000 миль в більш ніж 250 рейсах по 26 країнам світу. Як співробітник авіаліній він міг безкоштовно користуватися послугами готелів, що також йшло на шкоду Pan American. Що стосується реального управління повітряним судном на правах пілота, то йому вдавалося уникати цієї відповідальності, посилаючись на заборону пілотування літака при наявності алкоголю в крові. 

### Асистент лектора
За твердженнями самого Ебігнейла, він протягом одного семестру викладав дисципліну «соціологія» в Університеті Брігама Янга завдяки тому, що підробив диплом Колумбійського університету. Працюючи в якості викладача, він представлявся як Френк Адамс (Frank Adams). 

### Лікар
Близько року Ебігнейлу вдавалося видавати себе за головного педіатра однієї з лікарень в штаті Джорджія, представляючись як Френк Коннерс (Frank Conners). У Джорджії він ховався від переслідування з боку поліції, яка ледь не наздогнала його під час одного з польотів. Коли він почав оформлятися в апартаментах, в графі «професія» Ебігнейл записав себе як лікаря, побоюючись, що у випадку з пілотом власник номера міг би перевірити запис з даними Pan American. Після цього він здружився з одним зі своїх сусідів, який був справжнім лікарем, і отримав місце в клініці. 

### Юриспруденція
Працюючи в Pan American під псевдонімом Роберт Блек (Robert Black), він сказав одній зі стюардес про те, що у нього є диплом юридичного факультету Гарвардського університету. Вона познайомила його зі своїм другом-юристом, який запросив Ебігнейла здати іспит в адвокатуру. Щоб стати юристом, Ебігнейлу довелося підробляти диплом і готуватися до здачі. Після 8 тижнів самонавчання і двох невдалих спроб йому вдалося роздобути місце при генеральному прокурорі штату Луїзіана. Тут він пропрацював вісім місяців, поки не звільнився. Причиною відходу послужили побоювання, що його може викрити реальний випускник Гарварда, який також працював при прокурорі. 

## Арешт
Френк Ебігнейл був спійманий у Франції в 1969 році. Один з працівників Air France заявив в поліцію про те, що впізнав розшукуваного, так як бачив його раніше. Після затримання Ебігнейла відразу 12 країн зажадали його видачі за скоєні на їх території злочини. Французький суд за два дні виніс вирок про призначення покарання у вигляді одного року тюремного ув'язнення, яке потім було скорочено до 6 місяців. 
Після цього його екстрадували до Швеції, де він відсидів ще 6 місяців. У зв'язку з менш суворим характером шведського законодавства тут Ебігнейл зміг відчути себе більш комфортно. Але попереду його чекав черговий розгляд справи про шахрайство в Італії. На його щастя, Швеції і США вдалося домовитися про висилку арештанта на батьківщину. Приводом послужило анулювання паспорта Ебігнейла, яке давало шведській стороні легальну підставу його депортувати. У квітні 1971 року в штаті Віргінія Ебігнейла засудили до 12 років тюремного ув'язнення. Відсидівши третину терміну — 4 роки, Френк Ебігнейл вийшов з в'язниці, завдяки тому, що погодився співпрацювати з ФБР .

## Легальна діяльність
Звільнившись із в'язниці, Френк Ебігнейл намагався знайти собі роботу кухаря, бакалійника, кіномеханіка і т. п. При влаштуванні на роботу він не вказував на свою минулу судимість, але коли роботодавці дізнавалися про це через анкетні дані, то тут же відмовляли у вакансії. В результаті Ебігнейл вирішив звернутися з нестандартною пропозицією в банківську контору. Він розповів про своє минуле і уклав наступну угоду: він показує співробітникам банку способи обману і підміни документів, а натомість не бере нічого, якщо виступ буде марним. Якщо ж він виявиться корисним, то йому платять 500 доларів і дають рекомендацію в інші банки. Так як показані ним трюки справили належне враження, Ебігнейл незабаром стає легальним консультантом з питань безпеки. 
Пізніше, в Талсі, штат Оклахома, він засновує агентство Abagnale & Associates, яке консультує корпорації зі світовим ім'ям. За даними сайту агентства , ебігнейлівську програму захисту від шахрайства зараз застосовують більше 14 000 компаній. Крім того, він продовжує співпрацю з ФБР, читаючи лекції в академії і профільних відділах бюро. Завдяки цьому бізнесу Френк Ебігнейл на даний момент є офіційним мільйонером. 
Він живе в місті, де заснований його бізнес, разом з дружиною, з якою одружився через рік після звільнення. У родині Ебігнейла троє синів, один з яких працює в ФБР. Агент Джо Шей, прототип Карла з фільму « Злови мене, якщо зможеш », був близьким другом Ебігнейла. 
Також Ебігнейл створив папір Frank W Signature Watermark Safety Paper, який призначений — для виготовлення чеків, пропусків, квитків та інших часто підроблюваних документів. Елементи захисту — двоколірні водяні знаки у вигляді підпису самого Ебігнейла, речовина для фіксації тонера, різнокольорові волокна і чутливість паперу до хімічного впливу, а також його відсутність у вільному продажу. Дистриб'ютор і володар ексклюзивних прав на виробництво — Standard Register.

## Книги
- The Art of the Steal

- Real U Guide To Identity Theft, 2004.
- Stealing Your Life, 2007.